# Чемпионат мира по лёгкой атлетике в помещении 2024
19-й чемпионат мира по лёгкой атлетике в помещении прошёл с 1 по 3 марта 2024 года на Арене Содружества в Глазго (Великобритания). К участию в соревнованиях были допущены спортсмены, выполнившие в установленные сроки необходимые квалификационные требования и нормативы. На старт выйдет 651 легкоатлет из 133 стран мира (320 мужчин и 331 женщина). На протяжении трёх дней были разыграны 26 комплектов медалей.
Великобритания в третий раз принимает зимний чемпионат мира по лёгкой атлетике. Ранее она организовывала турнир в 2003 и 2018 годах. Оба раза соревнования проходили в Бирмингеме. В свою очередь, Арена Содружества в Глазго принимала в 2019 году чемпионат Европы в помещении.
Сборные России и Белоруссии не были допущены к участию в чемпионате решением Совета World Athletics от 1 марта 2022 года, принятым в связи с вторжением российских войск на Украину.

## Призёры
Сокращения: WR — мировой рекорд | AR — рекорд континента | NR — национальный рекорд | CR — рекорд чемпионата 

### Мужчины
| Дисциплина                   | Золото                                                                                  | Золото     | Серебро                                                                                             | Серебро       | Бронза | Бронза     |
| ---------------------------- | --------------------------------------------------------------------------------------- | ---------- | --------------------------------------------------------------------------------------------------- | ------------- | --- | ---------- |
| 60 м подробности             | Кристиан Коулман США                                                                    | 6,41       | Ноа Лайлс США                                                                                       | 6,44          | Аким Блейк Ямайка | 6,46       |
| 400 м подробности            | Александр Дум Бельгия                                                                   | 45,25 NR   | Карстен Вархольм Норвегия                                                                           | 45,34         | Рашин Макдональд Ямайка                                                                                               | 45,65      |
| 800 м подробности            | Брайс Хоппель США                                                                       | 1:44,92    | Андреас Крамер Швеция                                                                               | 1:45,27       | Эллиот Крестан Бельгия                                                                                                | 1:45,32    |
| 1500 м подробности           | Джорди Бимиш Новая Зеландия                                                             | 3:36,54    | Коул Хокер США                                                                                      | 3:36,69       | Хоббс Кесслер США | 3:36,72    |
| 3000 м подробности           | Джош Керр Великобритания                                                                | 7.42,98    | Яред Нугусе США                                                                                     | 7.43,59       | Селемон Барега Эфиопия                                                                                                | 7.43,64    |
| 60 м с барьерами подробности | Грант Холлоуэй США                                                                      | 7,29 =CR   | Лоренцо Симонелли Италия                                                                            | 7,43 NR       | Жюст Квау-Мате Франция                                                                                                | 7,47       |
| Прыжок в высоту подробности  | Хэмиш Керр Новая Зеландия                                                               | 2,36 м     | Шелби Макьюэн США                                                                                   | 2,28 м        | У Сан Хёк Республика Корея                                                                                            | 2,28 м     |
| Прыжок с шестом подробности  | Арман Дюплантис Швеция                                                                  | 6,05 м     | Сэм Кендрикс США                                                                                    | 5,90 м        | Эммануил Каралис Греция                                                                                               | 5,85 м     |
| Прыжок в длину подробности   | Милтиадис Тентоглу Греция                                                               | 8,22 м     | Маттия Фурлани Италия                                                                               | 8,22 м        | Кэри Маклауд Ямайка                                                                                                   | 8,21 м     |
| Тройной прыжок подробности   | Юг Фабрис Занго Буркина-Фасо                                                            | 17,53 м    | Яссер Трики Алжир                                                                                   | 17,35 м       | Тьягу Перейра Португалия                                                                                              | 17,08 м    |
| Толкание ядра подробности    | Райан Краузер США                                                                       | 22,77 м CR | Томас Уолш Новая Зеландия                                                                           | 22,07 м       | Леонардо Фаббри Италия                                                                                                | 21,96 м    |
| Семиборье подробности        | Симон Эхаммер Швейцария                                                                 | 6418 очков | Сандер Скотхейм Норвегия                                                                            | 6407 очков NR | Йоханнес Эрм Эстония                                                                                                  | 6340 очков |
| Эстафета 4×400 м подробности | Бельгия · Жонатан Сакур · Дилан Борле · Кристиан Игуасел · Александр Дум · Тибо Де Смет | 3:02,54    | США · Джакори Паттерсон · Мэттью Болинг · Ноа Лайлс · Кристофер Бэйли · Пол Дедево · Тревор Бэсситт | 3:02,60       | Нидерланды · Лимарвин Боневасия · Рэмзи Анджела · Терренс Агард · Тони ван Дипен · Таймир Бюрнет · Исайя Клейн Иккинк | 3:04,25 NR |

### Женщины
| Дисциплина                   | Золото | Золото      | Серебро                                                                                         | Серебро       | Бронза                                                                                | Бронза     |
| ---------------------------- | --- | ----------- | ----------------------------------------------------------------------------------------------- | ------------- | ------------------------------------------------------------------------------------- | ---------- |
| 60 м подробности             | Жюльен Альфред Сент-Люсия                                                                                     | 6,98        | Ева Свобода Польша                                                                              | 7,00          | Зейнаб Доссо Италия                                                                   | 7,05       |
| 400 м подробности            | Фемке Бол Нидерланды                                                                                          | 49,17 WR CR | Лике Клавер Нидерланды                                                                          | 50,16         | Алексис Холмс США                                                                     | 50,24      |
| 800 м подробности            | Циге Дугума Эфиопия                                                                                           | 2:01,90     | Джемма Рики Великобритания                                                                      | 2:02,72       | Ноэли Яриго Бенин                                                                     | 2:03,15    |
| 1500 м подробности           | Фревейни Хайлу Эфиопия                                                                                        | 4:01,46     | Никки Хилц США                                                                                  | 4:02,32       | Эмили Маккэй США                                                                      | 4:02,69    |
| 3000 м подробности           | Элинор Сент-Пьер США                                                                                          | 8.20,87 CR  | Гудаф Цегай Эфиопия                                                                             | 8.21,13       | Беатрис Чепкоеч Кения                                                                 | 8.22,68 NR |
| 60 м с барьерами подробности | Девинн Чарлтон Багамы                                                                                         | 7,65 WR     | Сирена Самба-Майела Франция                                                                     | 7,74          | Пиа Скшишовская Польша                                                                | 7,79       |
| Прыжок в высоту подробности  | Никола Олислагерс Австралия                                                                                   | 1,99 м      | Ярослава Магучих Украина                                                                        | 1,97 м        | Лиа Апостоловски Словения                                                             | 1,95 м     |
| Прыжок с шестом подробности  | Молли Кодери Великобритания                                                                                   | 4,80 м      | Элиза Маккартни Новая Зеландия                                                                  | 4,80 м        | Кэти Мун США                                                                          | 4,75 м     |
| Прыжок в длину подробности   | Тара Дэвис-Вудхолл США                                                                                        | 7,07 м      | Монэ Николс США                                                                                 | 6,85 м        | Фатима Диаме Испания                                                                  | 6,78 м     |
| Тройной прыжок подробности   | Теа Лафонд Доминика                                                                                           | 15,01 м     | Леянис Перес Куба                                                                               | 14,90 м       | Ана Пелетейро Испания                                                                 | 14,75 м    |
| Толкание ядра подробности    | Сара Миттон Канада                                                                                            | 20,22 м     | Йемиси Огунлейе Германия                                                                        | 20,19 м       | Чейз Джексон США                                                                      | 19,67 м    |
| Пятиборье подробности        | Нор Видтс Бельгия                                                                                             | 4773 очка   | Сага Ваннинен Финляндия                                                                         | 4677 очков NR | Софи Доктер Нидерланды                                                                | 4571 очко  |
| Эстафета 4×400 м подробности | Нидерланды · Лике Клавер · Кателин Петерс · Лисанне де Витте · Фемке Бол · Мирте ван дер Шут · Эвелин Солберг | 3:25,07 NR  | США · Куанера Хейз · Талита Диггз · Бэйли Лир · Алексис Холмс · Джессика Райт · На'Аша Робинсон | 3:25,34       | Великобритания · Лавиаи Нильсен · Лина Нильсен · Ама Пипи · Джесси Найт · Ханна Келли | 3:26,36 NR |